# Baroko

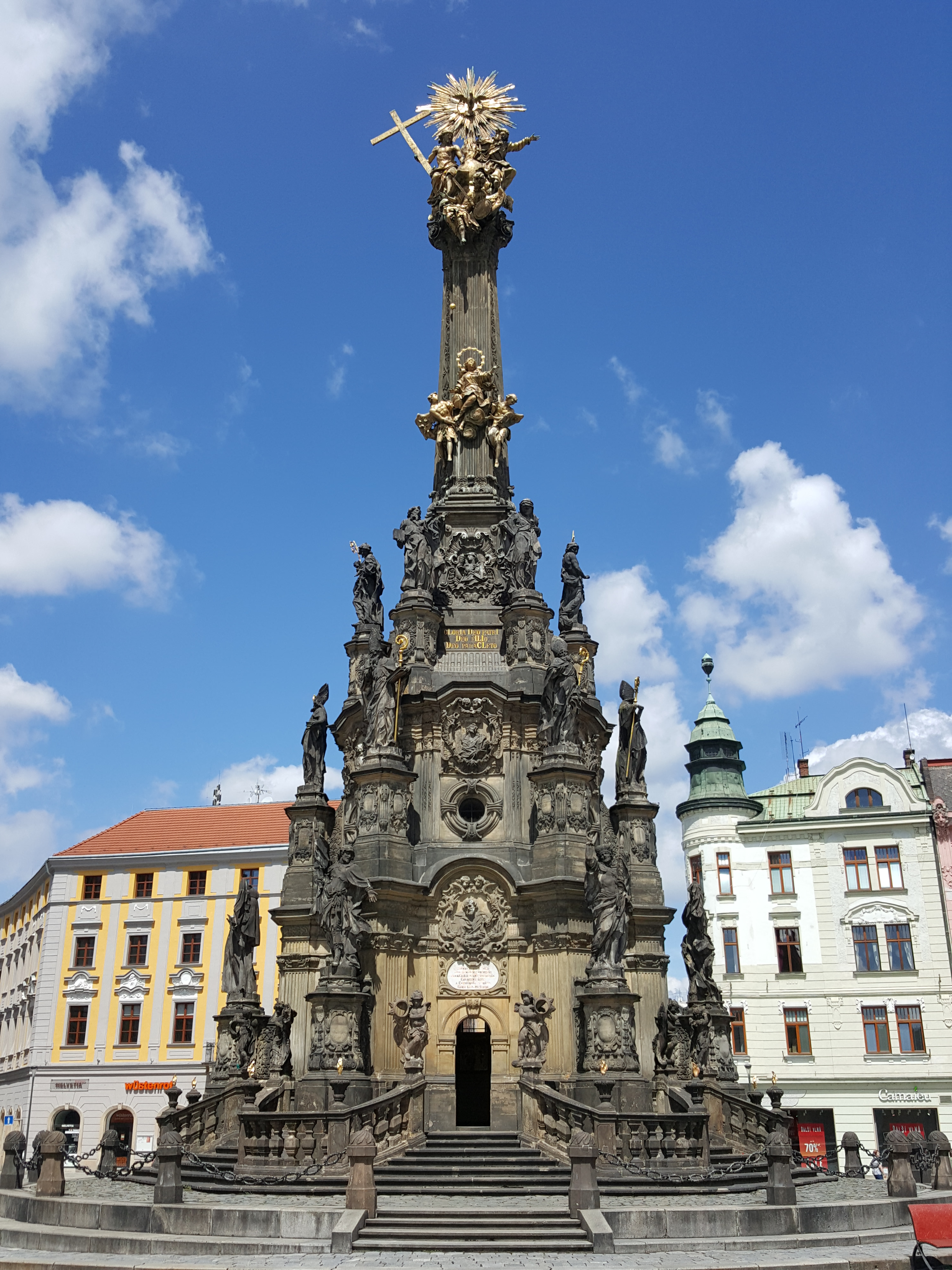
Sloup Nejsvětější Trojice, Olomouc (1716 až 1754)

Jako baroko či barok se označuje epocha dějin umění a kultury v Evropě a jí ovládaných územích, která začala na přelomu 16. a 17. století po manýrismu a skončila okolo poloviny 18. století. Na některých místech – především v oblastech, které byly tak jako České země dějištěm třicetileté války – však baroko začalo později a ve venkovských oblastech střední Evropy často přetrvalo déle. Pojem baroko zahrnuje všechny druhy umělecké tvorby, architekturu i užité umění. Obvykle se dělí do tří nebo čtyř úseků, které se ovšem překrývají, různí autoři udávají jejich hranice odlišně a místo od místa se jejich přechod časově liší: rané baroko (v Itálii zhruba do roku 1630), vrcholné baroko (do 1680), pozdní baroko (do 1730) a rokoko, přičemž pozdní baroko a rokoko bývají někdy ztotožňovány a jinde – zejména v jihoněmeckém prostoru, kde bylo rokoko velmi oblíbené – jsou považovány za samostatné. Po baroku následoval na konci 18. století klasicismus.
Kolébkou výtvarného i hudebního baroka byla Itálie, odkud se hnutí šířilo po Evropě a po světě. Jeho těžištěm zůstala katolická část Evropy včetně českých zemí. Centry barokní kultury byly hlavní město tehdejší nejsilnější velmoci Paříž a ústředí katolické církve Řím. V protestantské části Evropy, kde bylo baroko slabší a střízlivější, však vznikla také významná umělecká díla, zejména v nizozemském malířství a německé hudbě. Barokní umění je slavnostní, výrazné, dynamické a v architektuře a vnitřní výzdobě často charakterizované velkou okázalostí.
Barokní malířství se vyznačuje dramatickým použitím světla a stínu, důrazem na pohyb a emoce, bohatou barevností a složitými kompozicemi. Mezi nejvýznamnější malíře patří Ital Caravaggio, Španěl Diego Velázquez, Vlám Peter Paul Rubens a Nizozemci Rembrandt a Jan Vermeer. V malířství se kromě náboženských a mytologických témat rozvíjely nové žánry jako zátiší, krajinomalba a žánrové scény z každodenního života. V sochařství se často používala figura serpentina, spirálovité rozvržení díla dodávající sochám dynamiku a lehkost. Nejvýznamnějším sochařem byl italský mistr Gian Lorenzo Bernini, jehož díla jako Extáze svaté Terezy zásadně ovlivnila evropské sochařství. Ve Francii vynikli především sochaři pracující na výzdobě Versailles, zatímco ve střední Evropě působili mistři jako Matyáš Bernard Braun.
Barokní architektura se vyznačuje monumentalitou, dramatickými efekty a bohatou výzdobou. Charakteristické jsou dynamické křivky půdorysů, mohutné kopule, propracované fasády a velkolepá schodiště. K významným dílům patří římský chrám Il Gesù, kolonáda Svatopetrského náměstí od Berniniho, francouzský zámek ve Versailles a ve střední Evropě například pražský chrám sv. Mikuláše. V literatuře se projevovala záliba v duchaplnosti, složitých metaforách a formální dokonalosti. Významnými autory byli španělští dramatici Lope de Vega a Calderón de la Barca, anglický básník John Milton či český spisovatel a pedagog Jan Amos Komenský. V hudbě vznikly nové formy jako opera a oratorium. Ke skladatelům tohoto stylu patřili Claudio Monteverdi, Antonio Vivaldi, Johann Sebastian Bach a Georg Friedrich Händel.

## Vymezení
Jako baroko se označuje období v dějinách západní kultury, trvající zhruba od přelomu 16. a 17. století do poloviny 18. století a ve srovnání s předcházející renesancí a manýrismem i pozdějším klasicismem se vyznačující větší emotivností a zdobností. Označení se týká všech oblastí umění – architektury, literatury a divadla, hudby a tance i výtvarného a užitého umění. Název se někdy používá i pro vědu a myšlení té doby, ale častěji se v této souvislosti hovoří o osvícenství, případně ještě o pozdním humanismu na počátku barokní epochy. Baroko se obvykle rozděluje na tři období: rané baroko, trvající přibližně do roku 1630, vrcholné baroko zhruba v období 1630-1680 a pozdní baroko začínající okolo roku 1680 a někdy zcela nebo zčásti ztotožňované s rokokem. Tyto časové údaje však mohou v různých zemích a oblastech být odlišné. Například do střední Evropy včetně českých zemí baroko ve větší míře přišlo až po skončení třicetileté války (1648), ale trvalo déle, než v jižní Evropě.
Sami umělci toho období svůj styl neoznačovali jako barokní. Název byl vymyšlen až později, a sice nejdříve jako hanlivé označení. Vztažen na barokní umění se poprvé objevuje v anonymní recenzi opery Hippolyte et Aricie od Jeana-Philippa Rameaua otištěné v Mercure de France z května 1734, kde kritik uvádí, že opera je du barocque, jelikož postrádá souvislou melodii, hýří disonancemi a neustále mění tempo i stupnice. O několik desítek let později Dictionnaire de Trévoux (1771) definuje „obraz nebo namalovanou postavu podle barokního vkusu“ tím, že, „se nerespektují pravidla a proporce a vše je znázorněno podle umělcova rozmaru“ a Antoine Chrysèque roku 1792 v Dictionnaire d'Architecture charakterizoval barokní architekturu „směšným přeháněním“. Slovo barocque přitom ve francouzštině označovalo „něco nepravidelného, bizarního, nevyrovnaného“. Původ tohoto slova bývá hledán v portugalském slově barroco, označujícím perlu nepravidelného tvaru, někdy také ve scholastickém označení baroco pro jeden typ logického sylogismu. Byla vyslovena i hypotéza, že jde původně o jméno italského malíře Federica Barocciho (1528–1612).
Příznivější pohled na baroko se začal formovat až s odstupem. Jacob Burckhardt v knize Cicerone (1855) píše, že „barokní architektura mluví stejným jazykem jako renesance, ale v zdegenerovaném dialektu“. Ačkoli to nezní pochvalně, vydláždilo to cestu příznivějším oceněním, jako jsou studie od Cornelia Gurlitta (Geschichte des Barockstils in Italien, 1887), Augusta Schmarsowa (Barock und Rokoko, 1897), Aloise Riegla (Die Entstehung der Barockkunst in Rom, 1908) a Wilhelma Pindera (Deutscher Barock, 1912), což vyvrcholilo dílem Heinricha Wölfflina (Renesance und Barock, 1888; Kunstgeschichtliche Grundbegriffe, 1915), který jako první přiznal baroku vlastní výraznou stylovou autonomii. Benedetto Croce (Saggi sulla letteratura italiana del Seicento, 1911) baroko zasadil do jeho společensko-historického a kulturního kontextu a snažil se nehodnotit. V knize Storia dell'età barocca in Italia (1929) však baroko opět odsoudil jako „dekadentní“, a to právě v době, kdy jiní badatelé objevovali umělecké hodnoty této epochy, jako například Werner Weisbach (Der Barock als Kunst der Gegenreformation, 1921), Hans Sedlmayr (Österreichische Barockarchitektur, 1930) a Émile Mâle (Art religieux après le Concile de Trente, 1932). V Česku se o objevování a popularizaci baroka zasloužil například Zdeněk Kalista řadou studií vznikajících od počátku 30. let 20. století.

## Kontext
Honosné umění často vznikalo na pozadí ekonomické bídy. Neúroda v 17. století vedla až k hladomorům a obchod ve Středomoří stagnoval, i když Anglie a Nizozemí úspěšně obchodovaly s Východem a zakládaly k tomu účelu velké obchodní společnosti, které položily základy kapitalismu a vzestupu buržoazie. Špatnou ekonomickou situaci ještě zhoršily morové rány, které v polovině 17. století zasáhly zejména Středomoří. Byly také války, často v souvislosti s konfrontací mezi katolíky a protestanty, jako třicetiletá válka (1618–1648), jež zpustošila střed Evropy, zatímco na východě probíhaly vleklé osmansko-habsburské války (druhé obléhání Vídně bylo roku 1683). Všechny tyto faktory způsobily vážné zbídačení obyvatelstva; v mnoha zemích dosáhl počet chudých a žebráků čtvrtiny populace.
Výtvarné a architektonické baroko má původ v Itálii, především v papežském sídle Římě, který od umění očekával pomoc při šíření katolické reformace čili protireformace. Protestantská reformace 16. století totiž rozdělila západní Evropu na konfesně definované oblasti a donutila i katolickou církev nově promyslet svou nauku i praxi a navázat užší vztah s věřícími. Reforem tridentského koncilu (1545–1563) se chopilo především nově založené Tovaryšstvo Ježíšovo (jezuitský řád), rychle se šířící a využívající pro své působení i prostředky umění. Protireformace také upevnila postavení papežů, kteří pokračovali v programu expanze a urbanistické obnovy Říma. Zatímco protestantismus z ideologických důvodů tíhl k výrazové prostotě až obrazoborectví, katolická církev byla největším uměleckým patronem té doby a používala umění jako srozumitelný prostředek šíření svých myšlenek.

Hyacinthe Rigaud: Portrét Ludvíka XIV. (1701)

Vedle církve byla dalším mecenášem barokního umění šlechta. I dvory monarchů potřebovaly umění jako nástroj propagandy a důkaz vznešenost panovníka; vzorem bylo Versailles „krále Slunce“ Ludvíka XIV. Vzestup sběratelství a s ním spojený oběh umělců a uměleckých děl po celém evropském kontinentu vedl ke rozvoji trhu s uměním, zejména v Nizozemí (Antverpy a Amsterdam) a Německu (Norimberk a Augsburg). K hlavním sběratelům umění patřili panovníci jako císař Rudolf II. v Praze, anglický král Karel I., španělský Filip IV. nebo švédská královna Kristýna. Vznikaly také umělecké akademie ve stopách těch, které se objevily v Itálii v 16. století – tedy instituce odpovědné za zachování umění jako kulturního fenoménu, regulaci jeho studia a konzervace a jeho propagaci prostřednictvím výstav a soutěží; byly to zejména Académie Royale d'Art, založená v Paříži v roce 1648, a Akademie der Künste v Berlíně (1696). Zejména v protestantských zemích se na kulturním provozu začalo výrazně podílet bohatnoucí měšťanstvo, jehož členové byli například typickými zákazníky nizozemských malířů.
Centrum moci se v Evropě přesunulo ze Španělska do absolutistické Francie, po vestfálském (1648) a pyrenejském míru (1659) nejmocnějším státě kontinentu až do vzestupu Anglie v 18. století. Paříž a Řím, centra politické a náboženské moci, tak byly hlavními městy barokní kultury a zdroji šíření absolutismu a protireformace. Španělsko bylo v politickém a ekonomickém úpadku, ale jeho kultura prožívala skvělé období, takzvaný zlatý věk. V ostatních velkých evropských zemích, kam se baroko dostalo (Anglie, Německo, Nizozemí), bylo často opožděné, neúplné a mělo výrazné národní charakteristiky.
Na počátku baroka položili myslitelé jako Galileo Galilei, Francis Bacon a René Descartes základy moderní vědy, která dosáhla svého prvního vrcholu v Newtonově díle Philosophiæ Naturalis Principia Mathematica (1687). Vlivem nových teorií, zejména heliocentrismu, vedoucího ke ztrátě antropocentrického renesančního postoje, byla otřesena víra v řád, harmonii a proporce. Inspirací se stává nestálá, tajemná a bezmezná příroda. Přes Descartovu snahu o dosažení pevného základu v myšlení (cogito ergo sum) se svět stává iluzorním (Calderón: Život je sen, 1632). Zatímco tedy věda hledala pravdu, umění směřovalo k vyjádření imaginace, touhy barokního člověka po nekonečnu. Odtud záliba v optických efektech a iluzích, dočasných stavbách i pocitu pomíjivosti; nebo hledání sugestivních, svůdných, smyslných a evokativních formulací v poezii, vášeň pro jazykové efekty, pro moc obrazů a sílu rétoriky, oživené nápodobou Aristotela nebo Cicera.

## Charakteristika
Baroko reagovalo na manýristickou skepsi, což se u tehdejších autorů odráželo v pocitu osudovosti a dramatičnosti. Výtvarné umění se stalo zdobnějším a dekorativnějším, hledalo iluzionistické použití optických efektů. Objevily se nové estetické pojmy jako „důvtip“, „vhled“ a „ostrost“. V osobním vystupování se kladl důraz na vnější vzhled, odrážející povýšený, elegantní a vytříbený postoj, který získal jméno préciosité. Wölfflin baroko definoval především opozicí k renesanci: na rozdíl od lineárního renesančního vidění je barokní vize obrazová; ve srovnání s kompozicí v rovině založená na hloubce; místo uzavřené formy nastupuje otevřená; na rozdíl od kompoziční jednoty založené na harmonii je tu podřízenost hlavnímu motivu; na rozdíl od absolutní jasnosti předmětu relativní jasnost účinku.
Barokní umění se stylisticky vyjadřovalo dvojím způsobem: Na jedné straně kladlo důraz na realitu, všednost života, každodennost a pomíjivost života, vedoucí k určité „vulgarizaci“ náboženského fenoménu v katolických zemích, a také ve větším smyslu pro citové kvality okolního světa v protestantských zemích. Na druhé straně pak stojí velkolepá a vznešená vize národních a náboženských konceptů jako projevů moci, která se promítá do vkusu monumentálního, okázalého a zdobného, často silně propagandistického.
Baroko se snažilo propojit všechna umění, aby vytvořilo Gesamtkunstwerk, totální umělecké dílo, s divadelní, scénografickou estetikou, která zdůrazňuje slávu církve nebo monarchy. Gesamtkunstwerk obsahuje naturalistické prvky a slučuje je do celku, vyjadřujícího dynamiku a vitalitu.
Barokní umění má iluzivní a umělou povahu: „vynalézavost a návrh díla jsou magickým uměním, jehož prostřednictvím člověk klame oko až k úžasu“ (Bernini). Ceněné bylo vizuální a pomíjivé, a proto bylo populární divadlo a různé žánry múzických umění a představení: tanec, pantomima, hudební drama (oratorium a melodrama), loutková představení, akrobacie, cirkusová představení atd. Mělo se za to, že svět je divadlo (theatrum mundi) a život divadelní představení: „Celý svět je jeviště a všichni lidé na něm jenom herci“ (William Shakespeare, Jak se vám líbí, 1599). Byla tendence dramatizovat i ostatní umění, zejména architekturu. Je to umění založené na převrácení reality: na „simulaci“, na přeměně nepravdivého na pravdivé a na „disimulaci“, vydávání pravdy za nepravdu. Věci se neukazují tak, jak jsou, ale tak, jak by si je člověk přál. V literatuře se to projevilo jazykovou rafinovaností a hojným využitím rétorických figur, jako metafora, paradox, nadsázka, protiklad, vsuvka, elipsa atd. Transpozice reality, pokřivené, proporčně pozměněné a podřízené subjektivním kritériím fikce, přešla i do oblasti malby, využívající perspektivní zkratky a zrakové iluze pro úderné a překvapivé efekty.

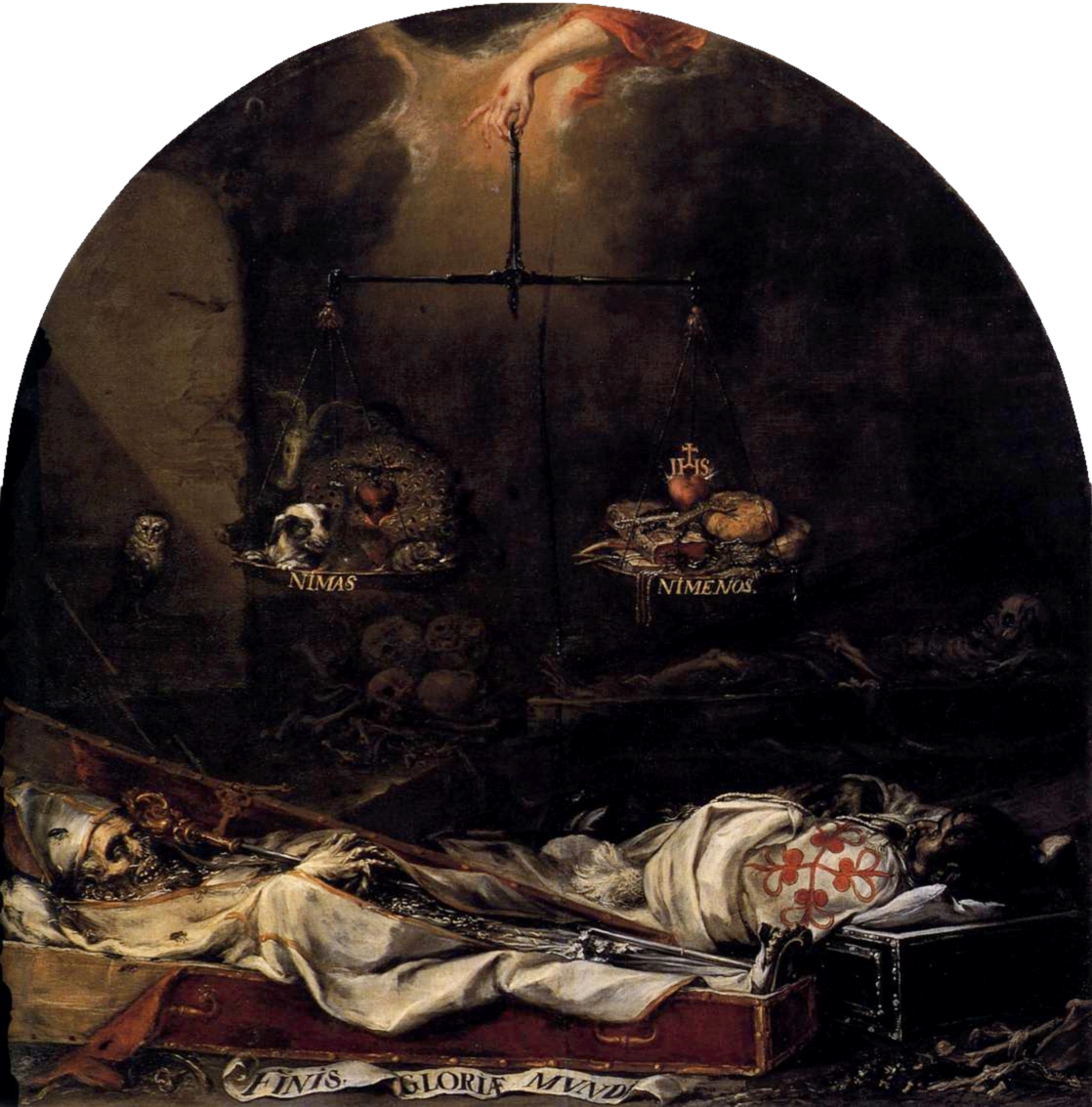
Juan de Valdés Leal: Finis gloriae mundi (1672), příklad žánru vanitas

Umění se snažilo vytvořit alternativní realitu, což se nejvíce projevovalo při slavnostech a hrách. Budovy jako kostely či paláce nebo dokonce celá města se stala divadly, kde se mísila realita a iluze, mámící všechny smysly. V tomto ohledu hrála zvláštní roli církev, která se snažila ohromit diváky a pořádala slavnostní mše, svatořečení, jubilea, procesí a papežské investitury. Ale i monarchie a aristokracie měla podobně okázalé slavnosti jako korunovace, svatby a křtiny, pohřby nebo jakékoli jiné události, umožňující demonstrovat moc. Barokní slavnosti propojovaly všechna umění od architektury a výtvarného umění po poezii, hudbu, tanec, divadlo, ohňostroje, květinovou výzdobu, vodní hry atd. Přední architekti jako Bernini, Pietro da Cortona, Alonso Cano či Sebastián Herrera Barnuevo navrhovali dočasné stavby, choreografie, osvětlení a další prvky, které často sloužily jako testy pro vážnější projekty: tak baldachýn pro kanonizaci Alžběty Portugalské posloužil Berninimu při práci na baldachýnu v chrámu sv. Petra v Římě a jezuitské quarantore (divadlo) od Carla Rainaldiho bylo modelem kostela Santa Maria in Campitelli. Zároveň mělo baroko na mysli i memento mori, pomíjivou hodnotu slávy ve srovnání s nevyhnutelností smrti, jak to vyjadřoval žánr vanitas. To ho však vedlo i k užívání si radostí života.
Baroko bylo různorodé a nepředstavovalo slohovou jednotu ani geograficky, ani chronologicky. Spíše v jeho rámci existovaly různé stylové tendence. Například v oblasti malby najdeme naturalismus, styl založený na pozorování přírody, ale podřizující dílo určitým zásadám stanoveným umělcem; realismus, přísné napodobování přírody do nejmenších detailů; a klasicismus, zaměřený na idealizaci a zdokonalení přírody s touhou povznést člověka a odrážet krásu v celé její plnosti.

Naturalismus, realismus a klasicismus v barokní malbě
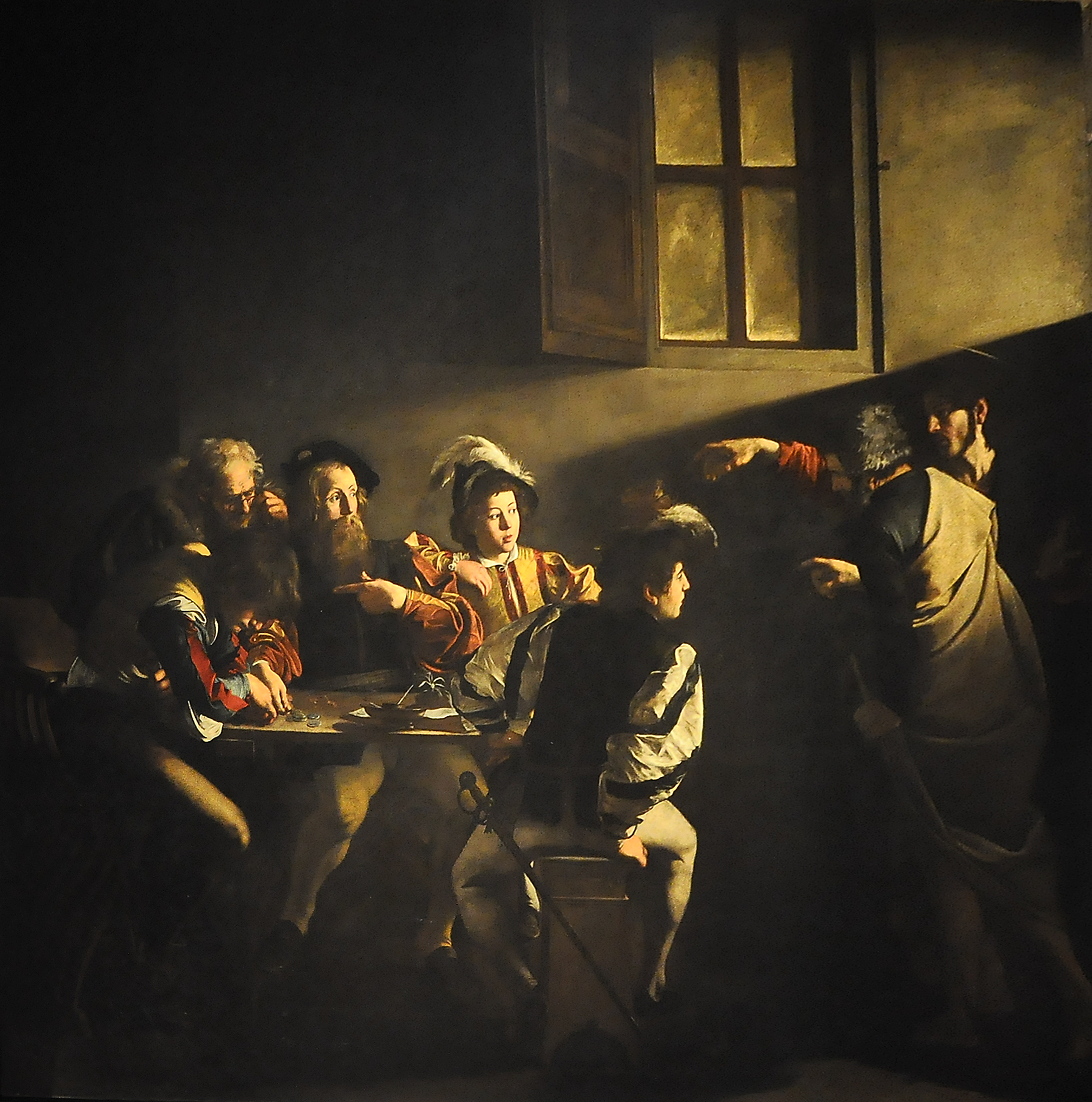
Naturalismus – Caravaggio: Povolání svatého Matouše (1601)
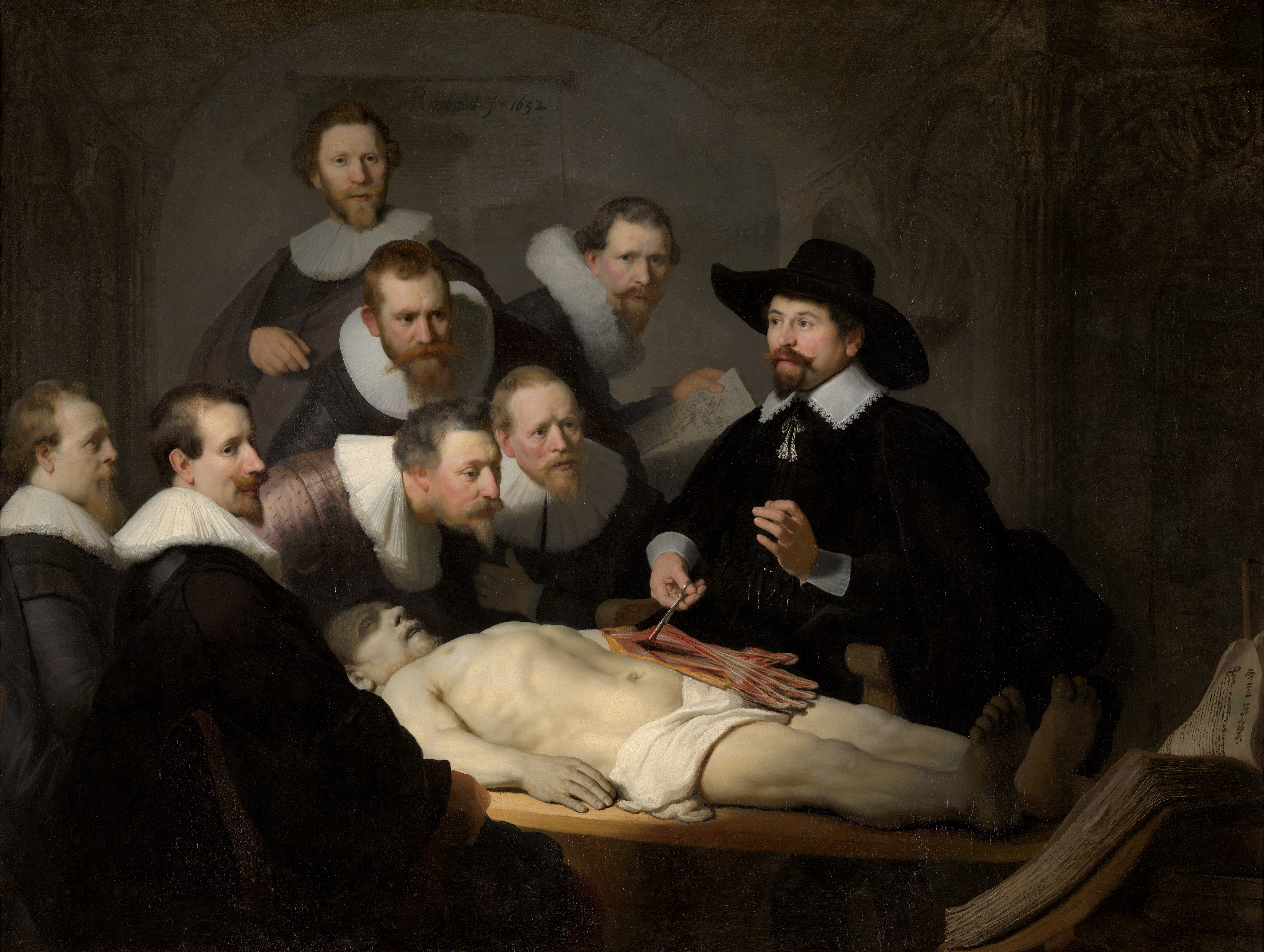
Realismus – Rembrandt: Anatomie doktora Tulpa (1632)
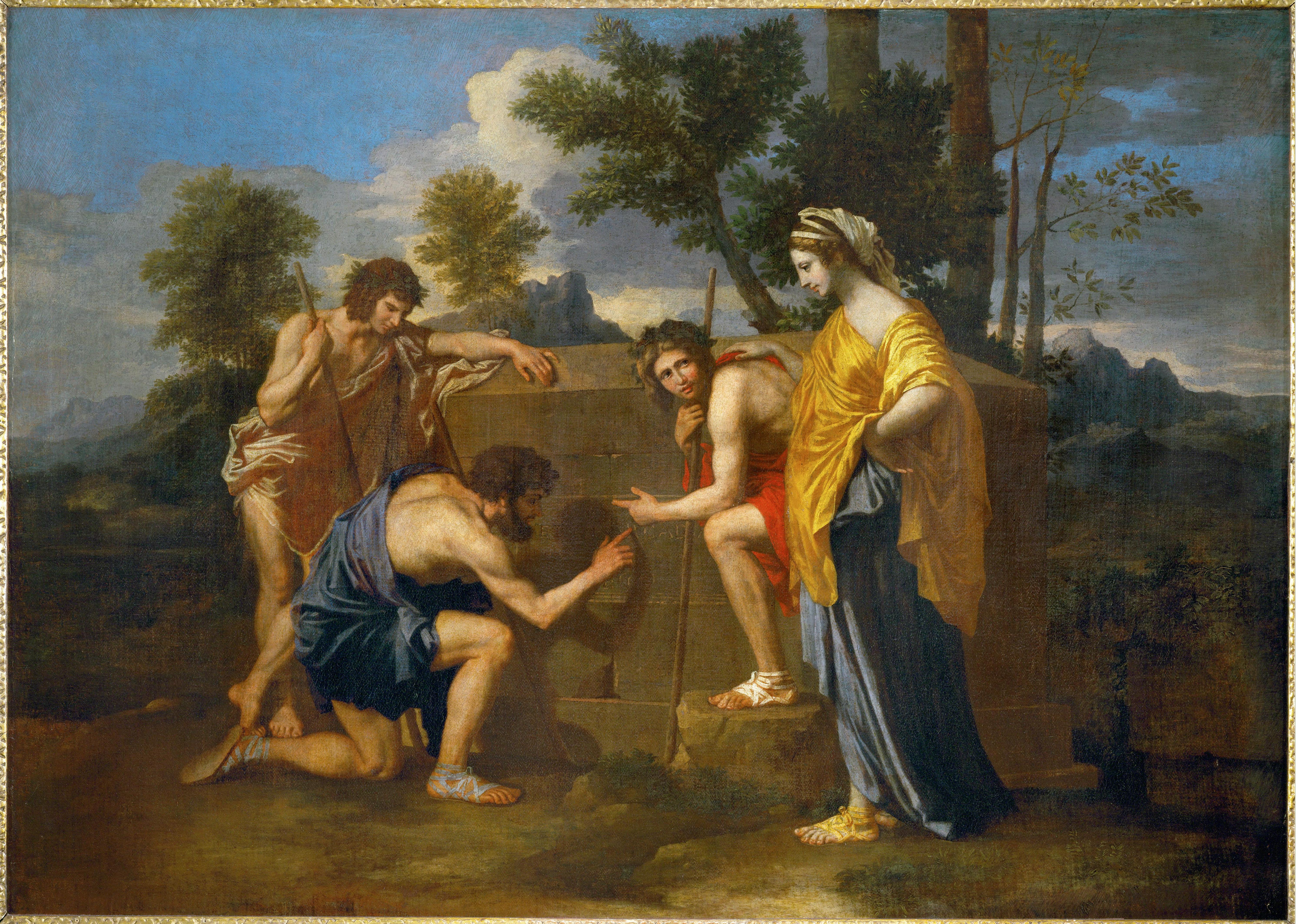
Klasicismus – Nicolas Poussin: Et in Arcadia ego (1638)

## Malířství

Jan Vermeer: Dívka s perlou (asi 1665)

Na rozdíl od malířů renesance a manýrismu používali barokní malíři intenzivní a teplé barvy, zvláště základní barvy červenou, modrou a žlutou, často všechny tři v těsné blízkosti. Vyhýbali se rovnoměrnému osvětlení renesančních maleb a používali silné kontrasty světla a tmy (šerosvit), aby upoutali pozornost k ústředním dějům či postavám. V kompozici se vyhýbali klidným výjevům renesančních maleb a volili okamžiky největšího pohybu a dramatu. Na rozdíl od poklidných obličejů renesančních postav vyjadřují tváře na barokních malbách silné emoce. Malíři často používali asymetrii, kdy se děj odehrával mimo střed obrazu, a osy, které nebyly ani vertikální ani horizontální, ale odkloněné doleva či doprava, čímž vytvářeli dojem nestability a pohybu. Ten ještě umocňovali tím, že oděvy postav byly rozevláté větrem nebo rozvlněné jejich vlastními gesty. Celkový dojem byl pohyb, emoce a drama. Dalším základním prvkem barokní malby byla alegorie; každá malba vyprávěla příběh a nesla poselství, často zašifrované v symbolech a alegorických postavách, které vzdělaný divák měl znát a umět číst.
První známky barokních myšlenek v malířství se objevily v Boloni, kde se Annibale Carracci, Agostino Carracci a Ludovico Carracci snažili navrátit výtvarné umění k uspořádanému klasicismu renesance. Jejich umění však také zahrnovalo myšlenky ústřední pro protireformaci; mezi ně patřily intenzivní emoce a náboženská obraznost, která působila více na srdce než na rozum. Barokní malířství se výrazné liší místo od místa, protože se rozvíjelo v různých národních školách, každá s vlastním charakteristickým rukopisem. Všude je však patrný vliv Itálie, kde vznikly dva protichůdné směry: naturalismus, také nazývaný caravaggismus, založený na napodobování přírodní reality, často se zálibou v šerosvitu (takzvaný tenebrismus); a klasicismus, s intelektuálnějším a idealizovanějším pojetím reality. Později, ve vrcholném baroku (druhá polovina 17. stol.), se malířství vyvinulo k dekorativnějšímu stylu s vůdčí rolí nástěnné malby a zálibou v optických efektech (trompe l'oeil) a v luxusních a okázalých scénografiích.
V období baroka vznikaly nebo se rozvíjely nové malířské žánry. Jestliže do té doby v umění převládalo ztvárnění historických, mytologických či náboženských předmětů, v 17. století vzrostl zájem o nová témata, zejména v protestantských zemích, protože tamní věrouka nebyla náboženským obrazům nakloněna, nejvíce v kalvinistických regionech, kde byly takové obrazy a sochy často považovány za modly a ničeny. Protestantské země proto více rozvíjely světské náměty, a pokud náboženské umění zcela nevymizelo, získalo střídmější a osobnější charakter. Také vzestup buržoazie, která do umění investovala, aby zdůraznila své postavení, s sebou přinesl nová témata vzdálená velkolepým scénám preferovaným aristokracií. Mezi žánry, které se v období baroka rozvíjely, vynikají žánrová malba, která přebírá své vzory z každodenního života venkova či města, chudiny a žebráků, obchodníků a řemeslníků nebo slavností a lidového prostředí; dále krajinomalba, která povyšuje vyobrazení přírody na samostatný žánr, zatímco do té doby příroda sloužila pouze jako kulisa pro historické či náboženské výjevy; dále portrétní malba, soustředící se na jedince a obecně mající realistickou složku; dále zátiší, zobrazující neživé předměty, ať už jsou to domácí předměty, květiny, ovoce nebo jiné potraviny, nábytek, hudební nástroje atd.; a konečně vanitas, typ zátiší, vypovídající o pomíjivé povaze lidské existence, kterou symbolizuje přítomností lebek nebo koster, svíček nebo přesýpacích hodin.

Žánry
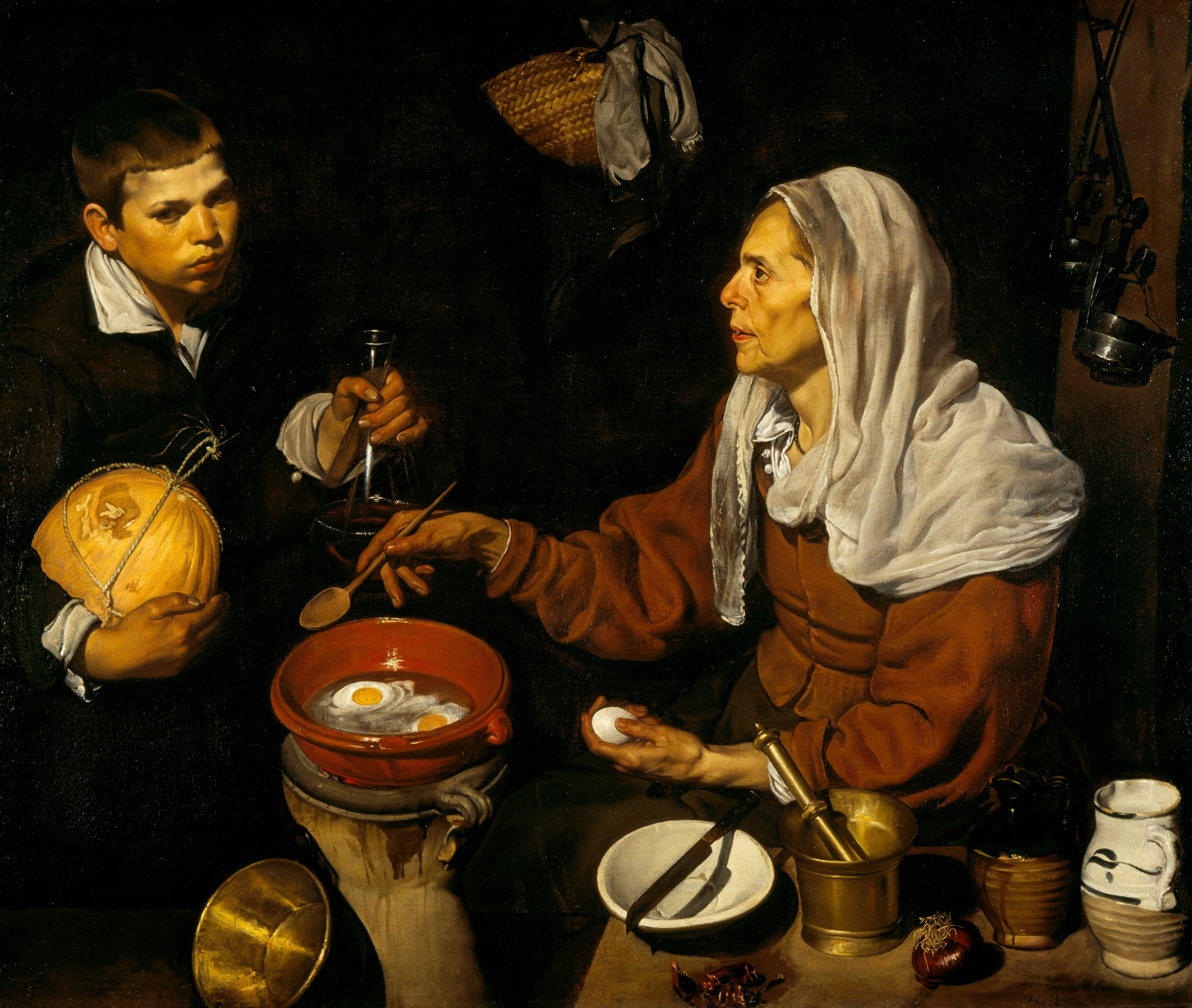
Žánrová malba – Diego Velázquez: Stařena smažící vejce (1618)
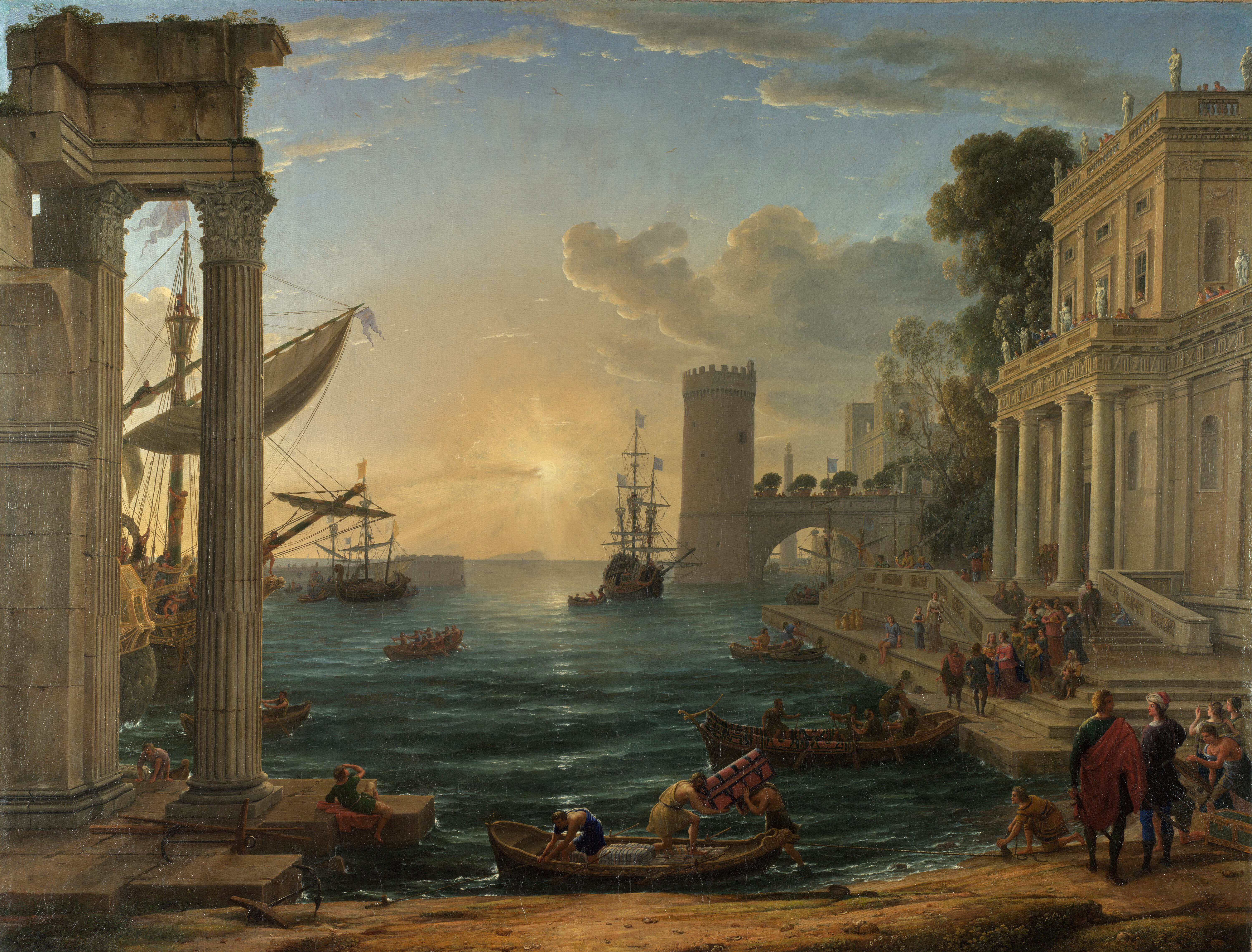
Krajinomalba – Claude Lorrain: Přístav s naloděním královny ze Sáby (1648)
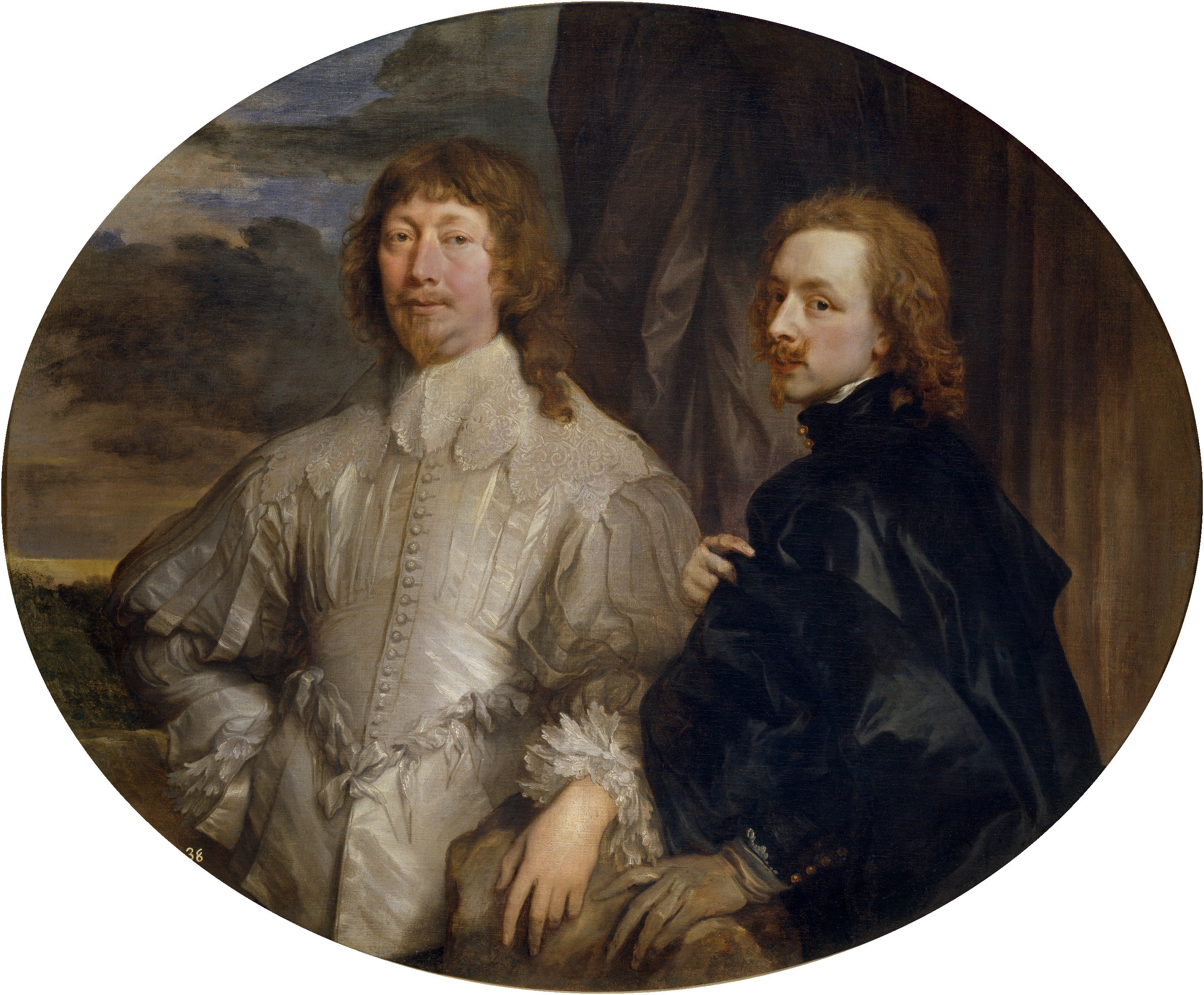
Portrét – Anthonis van Dyck: Endymion Porter a Anthonis van Dyck (1635)
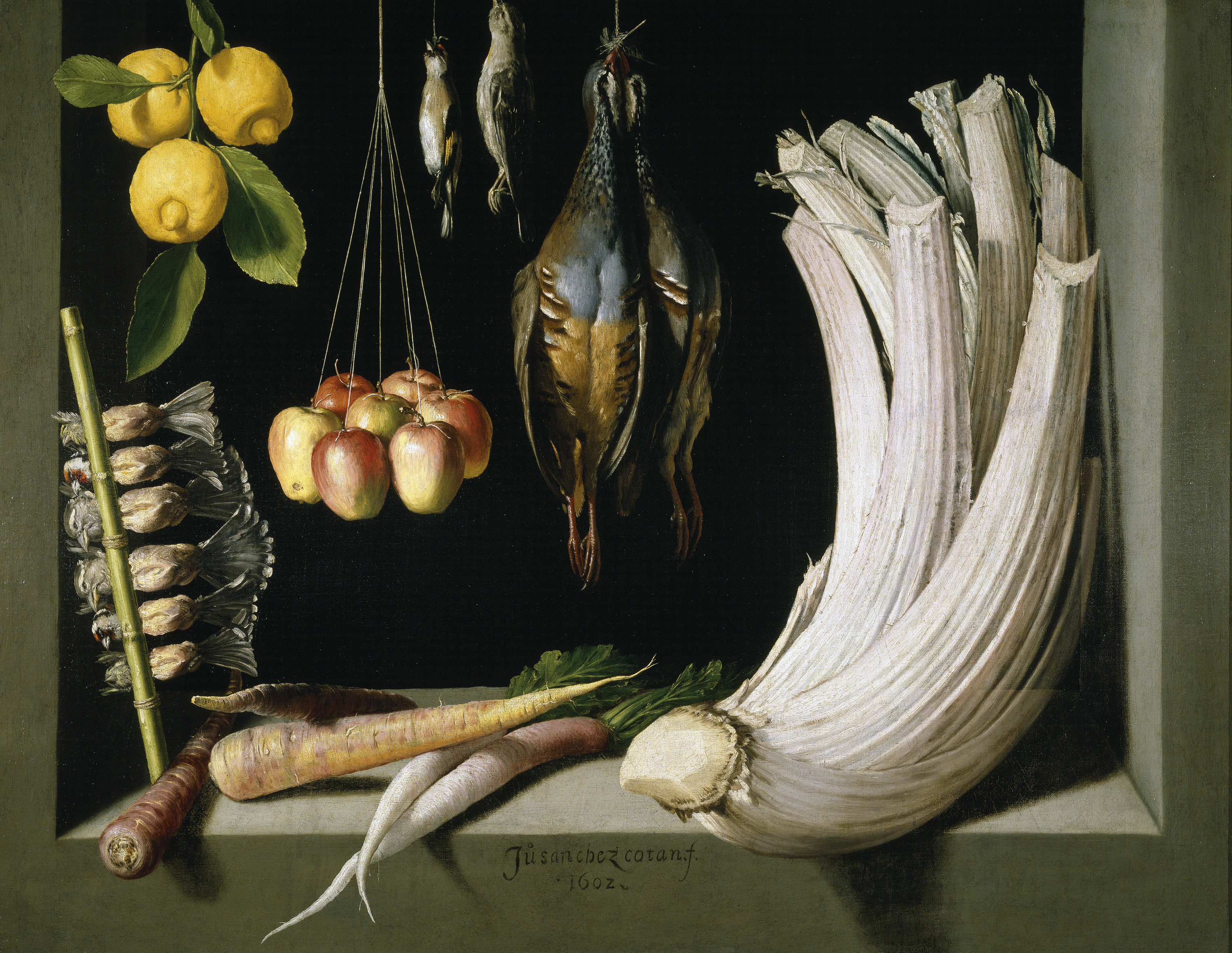
Zátiší – Juan Sánchez Cotán: Zátiší ze zvěřinou, zeleninou a ovocem (1602)

V Itálii patřili vedle zmíněných Caracciů k malířům raného baroka Caravaggio (Bakchus, 1595; Povolání svatého Matouše a Umučení sv. Matouše, 1599/1600), proslulý dramatickým šerosvitem a realistickým ztvárněním biblických výjevů, či nejvýznamnější barokní malířka Artemisia Gentileschiová, autorka dramatických biblických a historických výjevů se silnými ženskými postavami. Vrcholné baroko zde reprezentují například představitel klasicizujícího proudu Guido Reni nebo mistři iluzivních nástropních maleb Pietro da Cortona (Alegorie Boží prozřetelnosti a moci Barberiniů, 1639) a Giovanni Lanfranco; a pozdní baroko neapolský malíř Luca Giordano či další tvůrce iluzivních fresek Giovanni Battista Gaulli. Ve Francii v raném baroku působili mimo jiné Simon Vouet a mistr nočních scén Georges de La Tour; v další fázi pak klíčový představitel barokního klasicismu Nicolas Poussin a krajinář Claude Lorrain; a v pozdním baroku tvůrce výzdoby Versailles Charles Le Brun či portrétista Hyacinthe Rigaud.
Španělsko mohou reprezentovat tenebrista Francisco Ribalta a průkopník zátiší Juan Sánchez Cotán; ve vrcholném baroku nejslavnější španělský barokní malíř Diego Velázquez (Dvorní dámy, 1656) a mistr náboženské malby Francisco de Zurbarán; v pozdní baroku pak mistr žánrových scén Bartolomé Esteban Murillo. Vrcholně barokní malíři střední Evropy jsou například Slezan Michael Willmann a Čech Karel Škréta; v pozdním baroku zde působili například další Čech Petr Brandl a rakouští autoři fresek Johann Michael Rottmayr a Paul Troger. Barokní malířství v Nizozemí a Flandrech se vlivem kulturních a politických odlišností značně lišilo od zbytku Evropy. K hlavním představitelům zdejšího bohatého malířského života patřili v rané fázi baroka Peter Paul Rubens (Vztyčení kříže, 1610), který do své země přinesl a dále rozvinul barokní inspiraci, a jeho žák portrétista Anthonis van Dyck. Během vrcholného baroka zde působili mimo jiné mistr šerosvitu a psychologické hloubky Rembrandt van Rijn (Hodina anatomie doktora Tulpa, 1632; Noční hlídka, 1642), portrétista Frans Hals a malíř intimních žánrových scén Jan Vermeer, jehož tronie zvaná Dívka s perlou (1665) patří k nejslavnějším obrazům vůbec.

## Sochařství

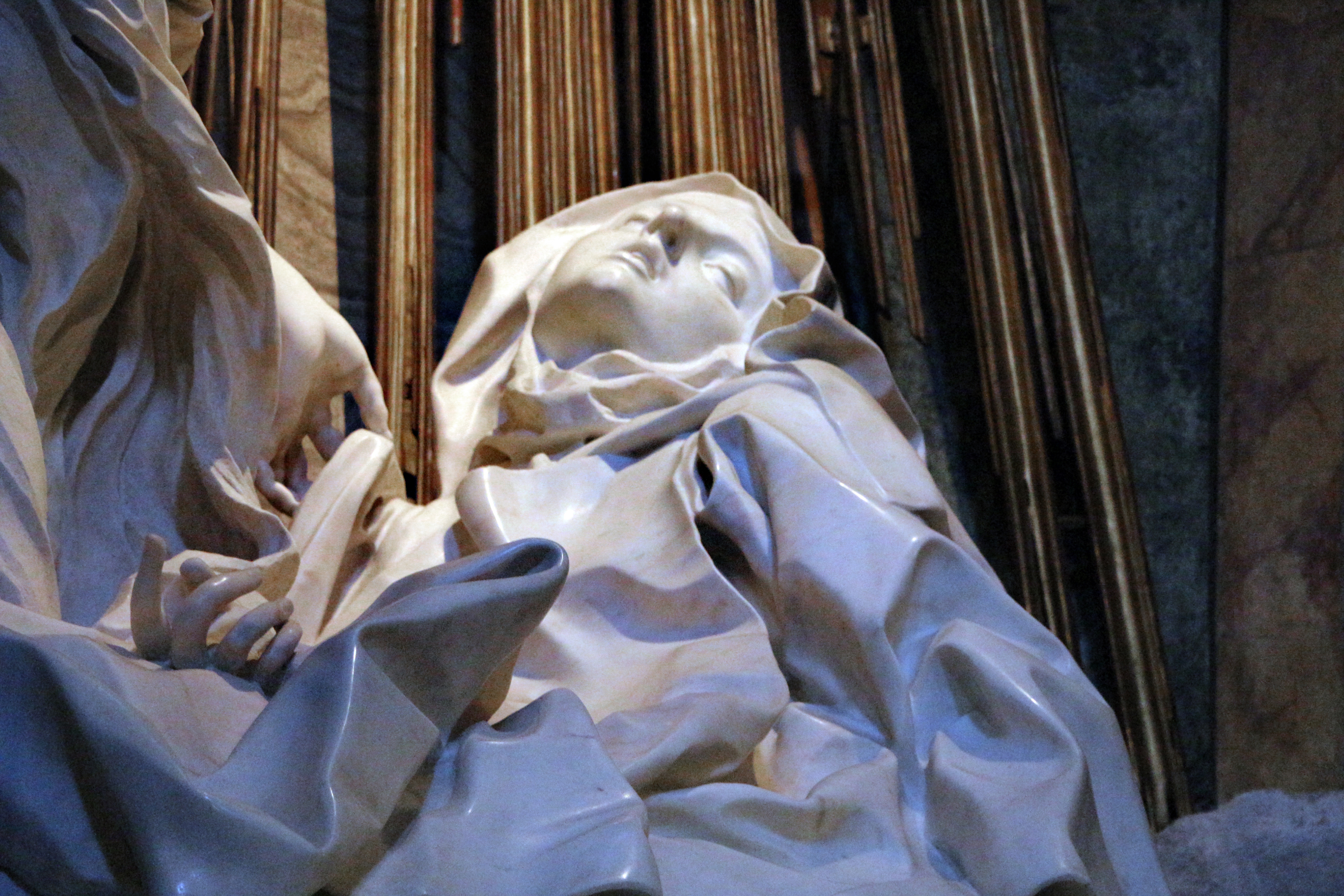
Gian Lorenzo Bernini: Extáze svaté Terezy (1647), detail

Barokní sochy nebyly jen výzdobou architektury, ale stávaly se její součástí – dynamicky vystupovaly z fasád, zabydlovaly niky a atiky, a často přímo určovaly způsob, jakým divák vnímal celou stavbu. Příkladem takového splynutí s architekturou je Berniniho baldachýn v chrámu sv. Petra. Také sochy v barokních zahradách nebyly pouhými dekorativními prvky, ale důmyslně promyšleným systémem, který určoval dramaturgii procházky zahradou – vytvářely pohledové osy, překvapivá setkání a významové vztahy. Ve Versailles například celý sochařský program oslavoval krále Slunce a jeho vládu nad přírodou. Podobně barokní města byla jevištěm pro sochařská díla – fontány, sloupy a pomníky byly dramatickými akcenty v městském prostoru a často sloužily jako orientační body; například Fontána di Trevi v Římě proměnila celé náměstí v grandiózní divadelní scénu.
Barokní styl navazoval na manýrismus, který rád využíval kontrasty (mládí a stáří, krása a ošklivost, muži a ženy) a zavedl formu figura serpentina, jež se stala hlavním znakem barokního sochařství. Jedná se o uspořádání postavy nebo skupiny postav ve stoupající spirále, což soše dodává lehkost a pohyb. Vlivný byl Únos Sabinek (1581–1583) italského sochaře Giambologny, určený k pozorování ne z jednoho, ale z několika úhlů pohledu, a nabízející různé tvary podle stanoviště pozorovatele, což převzal průkopník barokního sochařství Gian Lorenzo Bernini. Ten v letech 1618–25 v tomto duchu realizoval sochařskou výzdobu vily kardinála Borgheseho, jež pak měla obrovský vliv na evropské sochařství. Další významnou Berniniho prací je Extáze svaté Terezy (1647). Barokní sochaři navazovali také na antické vzory, ale zatímco renesance se snažila antiku napodobit, baroko ji dramatizovalo a emočně vystupňovalo, jak ukazuje například Berniniho Apollo a Dafné.
Štědré papežské zakázky učinily z Říma magnet pro sochaře z Itálie i celé Evropy. Stefano Maderno časově předcházel Berniniho. Jeho hlavním dílem je socha svaté Cecílie (1600) pro kostel této světice v Trastevere. Dalším významným raným římským sochařem byl Francesco Mochi, jenž vytvořil bronzovou jezdeckou sochu Alexandra Farnese pro hlavní náměstí v Piacenze (1620–1625) a sochu svaté Veroniky pro baziliku svatého Petra, tak životnou, že se zdá, jako by se chystala vyskočit z výklenku. Dále v Itálii působili Alessandro Algardi, který vytvořil velký skulpturální basreliéf legendárního setkání mezi papežem Lvem I. a Attilou (1646–1653), vlámský sochař François Duquesnoy, známý sochami svaté Zuzany v Santa Maria de Loreto v Římě a svatého Ondřeje (1629–1633) ve Vatikánu, a Niccolo Salvi, autor návrhu Fontány di Trevi (1732–1751), na které jsou alegorická díla dalších italských barokních sochařů (Filippo della Valle, Pietro Bracci a Giovanni Grossi). Velkolepá fontána je závěrečným dějstvím italského baroka.
Francouzští barokní sochaři pracovali více na světských zakázkách v čele s Versailles. Nový styl se ve Francii objevil už ve 30. letech 17. století s umělci jako Jacques Sarazin a Philippe de Buyster, větší rozvoj však přinesla až nová Královská akademie malířství a sochařství, založená v roce 1648 a později řízená ministrem Colbertem. Ten také založil Francouzskou akademii v Římě, aby francouzští sochaři a malíři mohli studovat klasické modely. Dalšími představiteli jsou Pierre Puget, Jacques Sarazin, François Girardon, který vytvořil sousoší Apollo obsluhovaný nymfami pro versailleské zahrady v roce 1666, Jean-Baptiste Tuby, Antoine Coysevox, který vytvořil několik bust a jezdeckých soch Ludvíka XIV., a Nicolas Coustou. V 18. století vytvořil Guillaume Coustou, mladší bratr Nicolase, skupinu koní pro zahrady zámku Marly, známou jako Koně z Marly. Někteří francouzští sochaři byli aktivní v Itálii, zejména v Římě, jako Nicolas Cordier a později Pierre Le Gros mladší a Pierre-Étienne Monnot, kteří přijali vliv Berniniho. Za nejlepší rokokové sochaře byli považváni Jean-Baptiste Pigalle a Jean-Baptiste Lemoyne, ředitel Francouzské akademie v Římě.
V katolickém Jižním Nizozemí došlo ke zvýšení sochařské produkce na úkor kvality malířství a barokní sochařství se odtud šířilo do v severní Evropy. Klíčovou roli sehrál bruselský sochař François Duquesnoy a jeho žáci, k nimž snad patřil i Artus Quellinus starší, v jehož kostelních interiérech sochy a mobiliář tvoří rozsáhlé sochařské kompozice. Společně s hlavním architektem Jacobem van Campenem také od roku 1650 pracoval 15 let na nové radnici v Amsterdamu; jeho mramorová výzdoba se stala vzorem pro další amsterdamské budovy. Jeho spolupracovníci, k nimž asi patřil i budoucí zakladatel anglického barokního sochařství Grinling Gibbons, později rozšířili jeho barokní styl v Nizozemské republice, Německu a Anglii. V kalvinistické Nizozemské republice působil Hendrick de Keyser, též architekt, k jehož sochám patří mramorový náhrobek Viléma Mlčenlivého (1614–1622) v Nieuwe Kerk v Delftu.
V Německu a habsburské monarchii bylo množství kostelů a soch zničeno protestantskými obrazoborci a válkami, takže bylo zapotřebí mnoho nových uměleckých děl. Ta často vyjadřovala triumf katolictví nad protestanty, jako Bendlův později zničený a ve 21. století rekonstruovaný Mariánský sloup v Praze; v Čechách dále působili Matyáš Bernard Braun a Ferdinand Maxmilián Brokoff. Ve střední Evropě působili i cizinci jako Hubert Gerhard z Amsterdamu, žák Giambologny, tvůrce monumentální fontány na zámku v Kirchheimu, nebo jiný nizozemský rodák Adriaen de Vries. Výraznou postavou byl německý sochař pozdního baroka Franz Xaver Messerschmidt, známý sérií sochařských portrétů zachycujících extrémní výrazy. Balthasar Permoser, dvorní sochař v Drážďanech, kam přinesl italské baroko, zejména do zahrad a interiérové výzdoby paláce Zwinger. Výzdoba kostelů byla často velmi honosná; složité retábly a hlavní oltáře, zaplněné sochami a tyčící se téměř ke stropům, vytvořili Hans Riechle, Jorg Zurn, Hans Degler, Michael Zürn a Thomas Schwanthaler.
Ve Španělsku bylo 17. století obdobím úpadku a izolace; jen málo španělských umělců cestovalo do zahraničí a v důsledku toho se španělské baroko vyvíjelo nezávisle na zbytku Evropy. Styl, určený pro lid, se přikláněl k realismu: přibližně od roku 1610 sochaři dávali sochám z polychromovaného dřeva paruky z pravých vlasů, používali kousky křišťálu pro slzy, zuby z pravé slonoviny a barvu pleti malovali s pečlivým realismem. Byly zde dvě školy sochařství, kastilská a andaluská s centrem v Seville. V kastilské škole byl kladen větší důraz na oběť a mučednictví, s živým líčením utrpení, zatímco andaluská škola obecně používala více ornamentů a méně násilí. K rané kastilské škole patřil Gregorio Fernández, autor retáblu katedrály v Plasencii (1625–1632). K sevillské škole patřili Juan Martínez Montañés a Pedro Roldán, jehož dcera Luisa Roldánová také dosáhla slávy a stala se první ženou na pozici královského sochaře ve Španělsku. Alonso Cano z Granady byl aktivní jako malíř a sochař s jeho žák Pedro de Mena byl jedním z nejvýznamnějších sochařů sevillské školy s jemnými a realistickými sochami svatých v životní velikosti. Na počátku 18. století Narciso Tomé vytvořil obrovský oltář El Transparente v Toledu, který se při změně světla zdánlivě pohybuje.

## Architektura a urbanismus

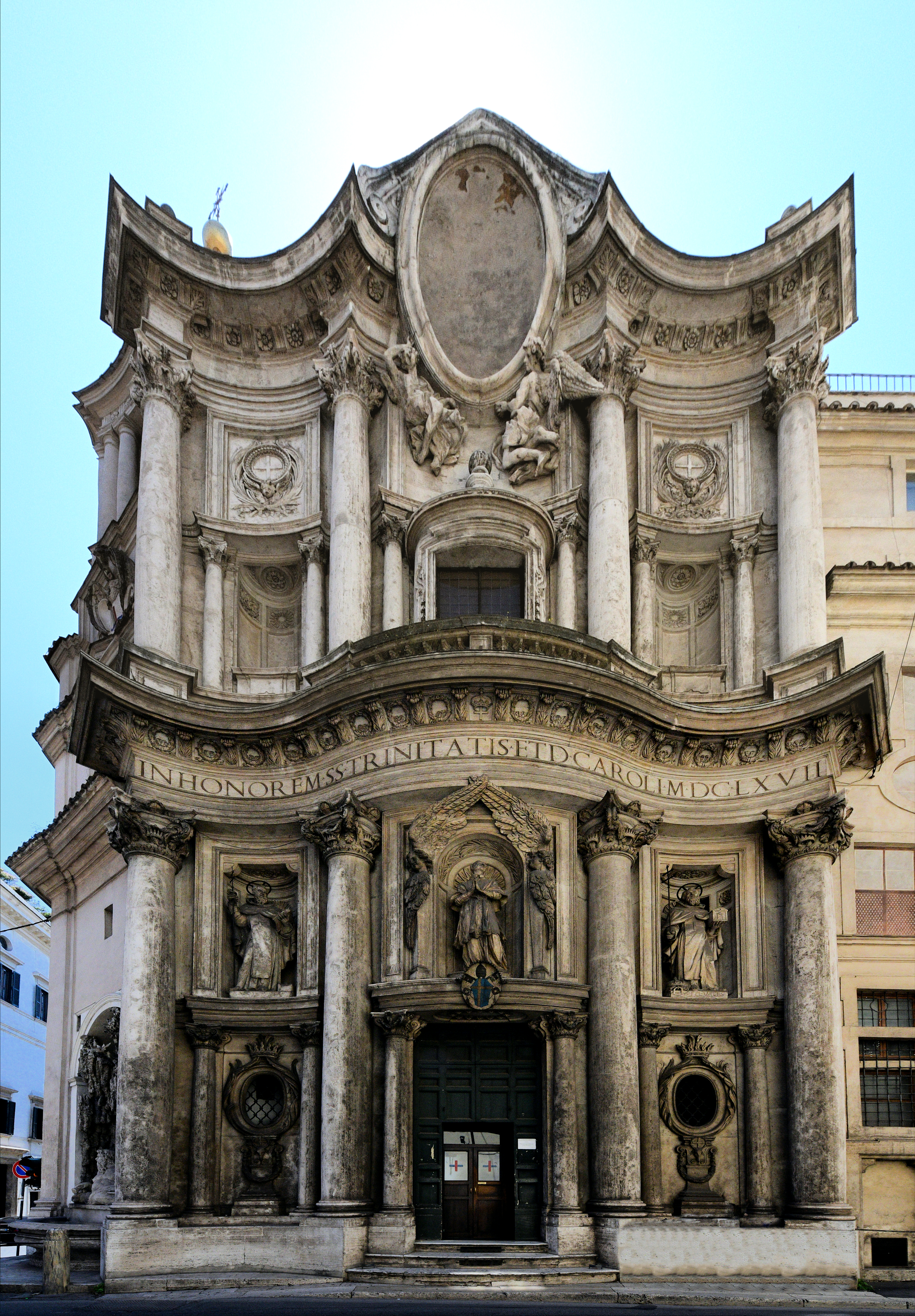
Průčelí kostela San Carlo alle Quattro Fontane

Barokní architektura vznikla v Itálii na konci 16. století a postupně se rozšířila po celé Evropě a poté i v mnoha zámořských koloniích. Zprvu ji propagovala katolická církev, především jezuité, brzy se však začala používat i pro světské stavby. V období vrcholného baroka se objevovala v kostelech a palácích v Itálii, Španělsku, Portugalsku, Francii, Bavorsku a Rakousku včetně českých zemí, kam pronikla zejména po skončení třicetileté války. V období pozdního baroka se rozšířila až do Ruska včetně dnes samostatných států, které tehdy byly jeho součástí, Osmanské říše a španělských a portugalských kolonií v Latinské Americe. Kolem roku 1730 se objevila ještě zdobnější varianta nazvaná rokoko, známá zejména ve střední Evropě.
Barokní urbanismus objevil velkorysé koncepce náměstí, ulic a průhledů. Zážitek z pobytu ve městě měl umožnit prožívat emoce z významných budov, jež sloužily jako vizuální a symbolická centra měst a čtvrtí.
Baroko převzalo základní prvky renesanční architektury včetně kopulí a kolonád a učinilo je vyššími, velkolepějšími, zdobnějšími a dramatičtějšími. Proměna často přísné a uzavřené stavební hmoty renesance byla nejprve čitelná především na fasádách. I když na počátku vývoje ještě převládá podobné členění jako v renesanci (jednotlivá podlaží jsou stále oddělena příčně probíhající římsou nebo kladím jako na fasádě Il Gesù v Římě), postupně se na budovách prosazují zdobné sloupy, pilastry, štíty, okenní zakončení a kopule. Hlavními znaky jsou bohaté ornamenty a silný důraz na střed fasády, jejíž tvar postupem času začíná přijímat vlnící se, konkávních a konvexní tvary. Vnitřních efektů bylo často dosahováno pomocí trompe l'œil, iluzivní malby kombinované se sochařstvím: pohled vzhůru vytváří iluzi, že divák hledí do nebes. Shluky sochařských andělů a malovaných postav zaplňují strop. Často se používaly také tordované (šalamounské) sloupy, budící iluzi pohybu vzhůru, zatímco kartuše a další dekorativní prvky vyplňovaly každé volné místo. V barokních palácích se centrálním prvkem stala velkolepá schodiště. Baroko poprvé v evropských dějinách systematicky pracovalo s celými městskými celky – vytvářelo systémy os, náměstí a průhledů, například římské náměstí Piazza del Popolo s trojzubcem ulic vybíhajících do města. Vedle velkolepých památek vznikala i skromnější barokní architektura - měšťanské domy, venkovské kostely či hospodářské stavby, které přejímaly barokní tvarosloví v jednodušší formě. Tento tzv. lidový barok byl zvláště typický pro střední Evropu a v Čechách v podobě selského baroka prvky tohoto stylu v lidové architektuře přežívaly až do 19. století.
Barokní architekti rozvinuli systém kleneb a kopulí, umožňující vytvářet dramatické prostory bez viditelné konstrukční logiky. Například Borrominiho systém žebrových kleneb v kostele San Carlo alle Quattro Fontane představoval revoluční technické řešení skryté za zdánlivě lehkým a hravým vzhledem. Jednotlivé prostory reprezentativního barokního interiéru plynule přecházely jeden v druhý a vytvářely složitou hierarchii významů. Návštěvník byl veden prostorem podle předem promyšlené choreografie, která gradovala například v chrámové kopuli. Interiéry se také staly světlejšími. Od stavby paláce ve Versailles se začínají používat větší okna, přivádějící do budov více světla, které je tam ještě znásobeno použitím zrcadel. Zrcadlový sál ve Versailles je vzor, který se z Francie šíří po celé Evropě. K tomu se používají světelné efekty, které udivují pozorovatele, protože často nemůže rozpoznat jejich zdroj. Světlo proudilo dolů z kupolí a odráželo se od hojného zlacení. Francesco Borromini byl jedním z prvních, kdo toto umění využil v kostele San Carlo alle Quattro Fontane, jehož osvětlení – a také rafinovaná perspektiva kupole v interiéru – se považuje za raný vrchol tohoto vývoje a model pro další stavitele. Do výzdoby fasád a interiérů jsou zapojeny také plastiky a malby, aby různými způsoby vyvolávaly nové překvapivé efekty. Člověk vstupující a pobývající v kostele má být ohromen krásou a nádherou, která symbolizuje Boží slávu.
Rané baroko (1584–1625) vzniklo v Římě, kde ho reprezentuje zejména kostel Il Gesù od Giacoma della Porty (vysvěcen 1584), fasáda a kolonáda baziliky svatého Petra od Carla Maderny (dokončeno 1612), honosné interiéry paláce Barberiniů od Pietra da Cortony (1633–1639) a kostelem sv. Zuzany (1603) od Carla Maderny. Ve Francii byl raným příkladem tohoto stylu Lucemburský palác (1615–45) postavený Salomonem de Brosse pro Marii Medicejskou.
Vrcholné baroko (1625–1675) zanechalo v Římě významná díla od Pietra da Cortony jako kostel svatých Lukáše a Martiny (1635–50); od Francesca Borrominiho jako San Carlo alle Quattro Fontane (1634–1646); a od Giana Lorenza Berniniho (kolonáda Svatopetrského náměstí, 1656–57). V Benátkách patří k dílům vrcholného baroka Santa Maria della Salute od Baldassara Longheny. Ve Francii vznikl Pavillon de l'Horloge v Louvru (1624–1645) a kaple Sorbonny (1626–35) od Jacquese Lemerciera a zámek Château de Maisons od Françoise Mansarta (1630–1651).
Pozdní baroko (1675–1750) proniklo do všech částí Evropy i do španělských a portugalských kolonií v Novém světě. Národní styly se staly různorodějšími a výraznějšími. Pozdní baroko ve Francii za vlády Ludvíka XIV. bylo uspořádanější a klasičtější (klasicistní baroko, classicisme); příkladem je Zrcadlový sál Versailleského paláce a kopule Invalidovny. Na počátku 18. století se objevila zvláště zdobná varianta; nejprve se jí ve Francii říkalo rokaj, pak ve Španělsku a střední Evropě rokoko. Sochařská a malířská výzdoba pokrývala každý centimetr stěn a stropu. Směrodatným architektem té doby byl Balthasar Neumann, známý bazilikou Čtrnácti svatých pomocníků a Würzburskou rezidencí (1749–51).
Barokní zahradní architektura byla úzce spjata s architekturou a převládala záliba v geometrických tvarech. Vzorem byl francouzský park s velkými plochami trávníku a novým ornamentálním prvkem, parterem, jako ve Versailleských zahradách, navržených Andrém Le Nôtrem. Barokní záliba v teatrálnosti a umělosti vedla k výstavbě různých doplňkových prvků v zahradě, jako umělých ostrovů a jeskyní, venkovních divadel, zvěřinců, pergol, vítězných oblouků atd. Vznikly i oranžerie, stavby s velkými okny určené k ochraně pomerančovníků a dalších teplomilných rostlin v zimě. Versailleský model kopírovaly další evropské dvory, příklady jsou zahrady Schönbrunnu (Vídeň), Charlottenburgu (Berlín), La Granje (Segovia) a Petrodvorce (Petrohrad).

## Literatura a divadlo

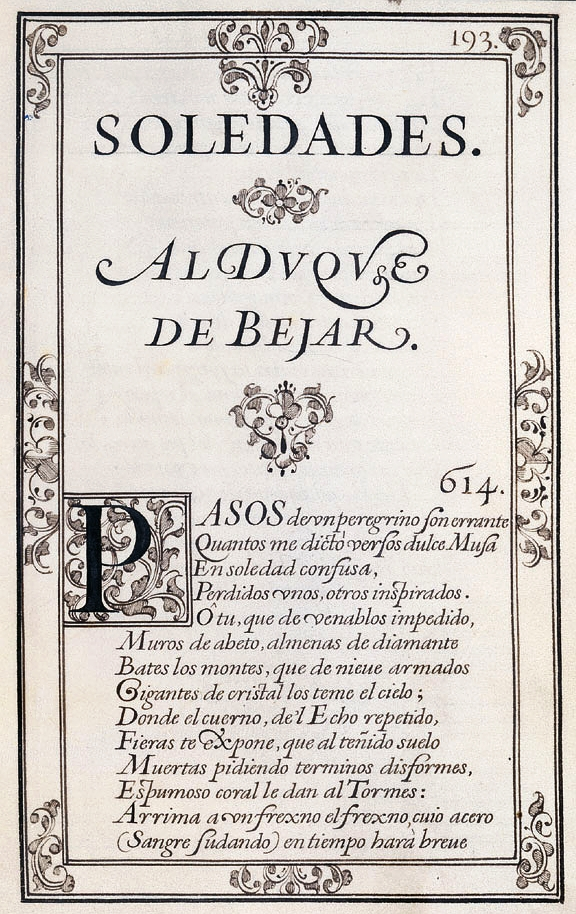
Titulní list Góngorových Samot (Chacónský rukopis)

## Hudba a tanec

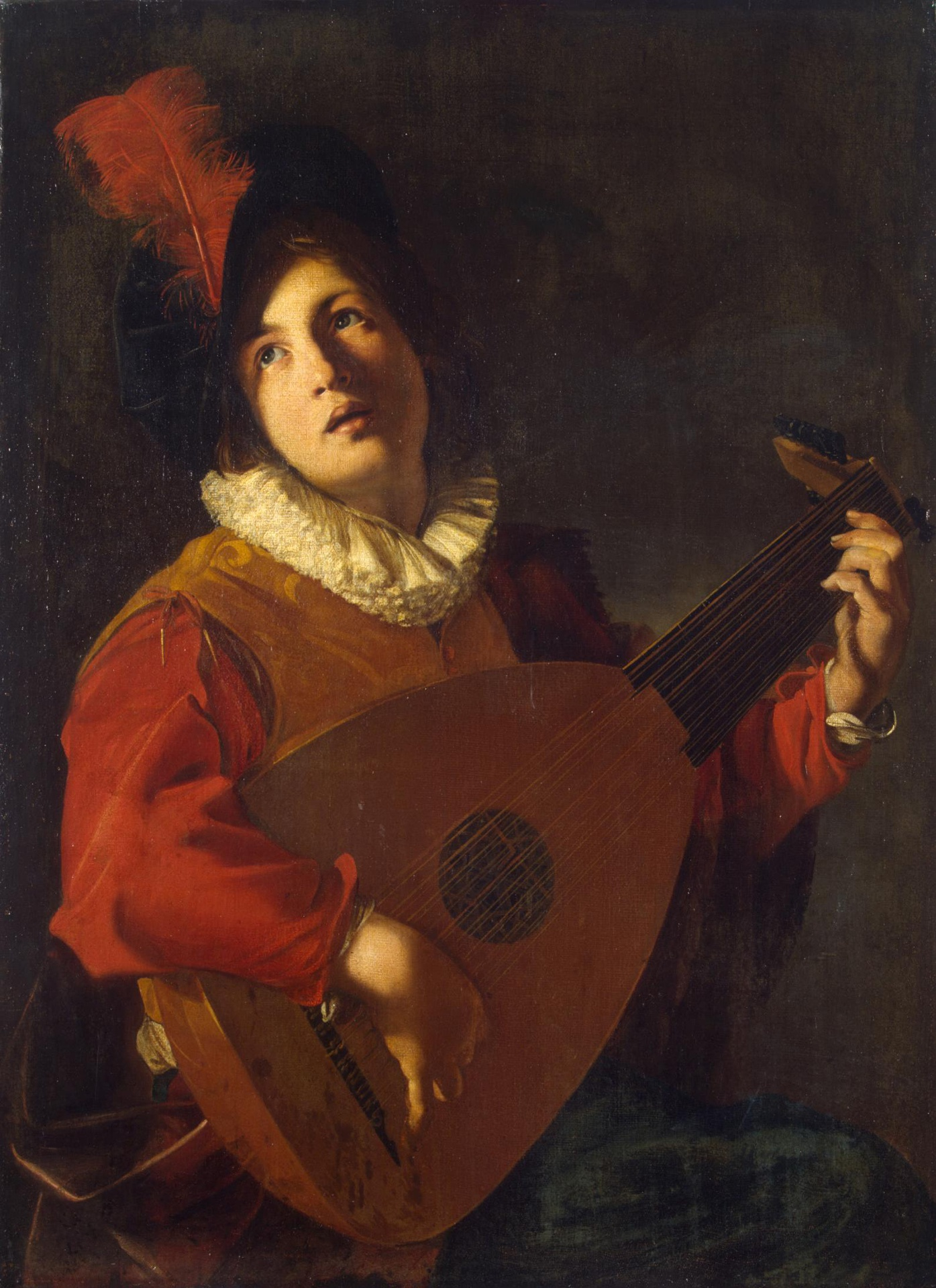
Nicolas Tournier: Loutnista

## Dekorativní a užité umění

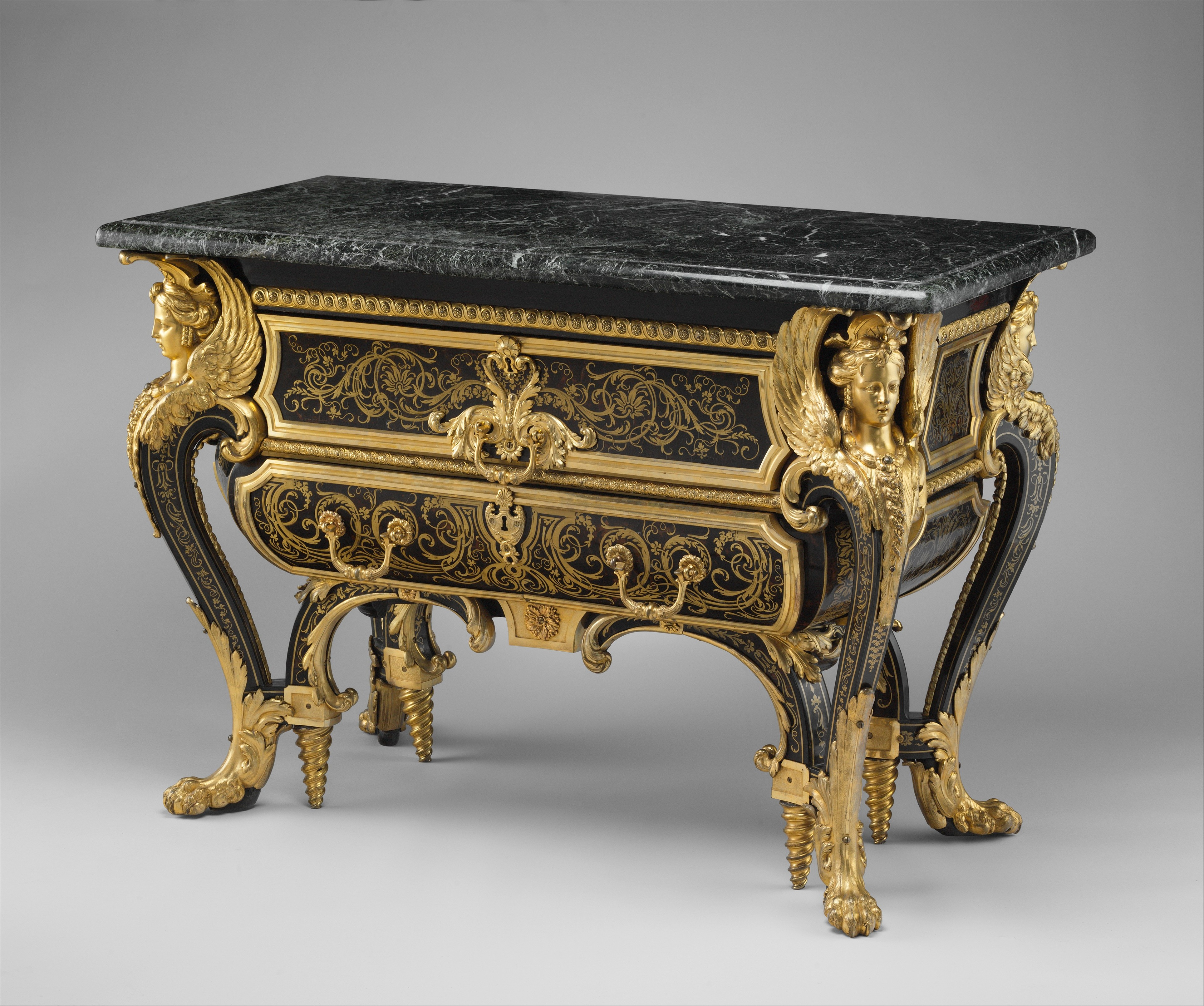
A.-C. Boulle: Komoda, před rokem 1732

## Móda

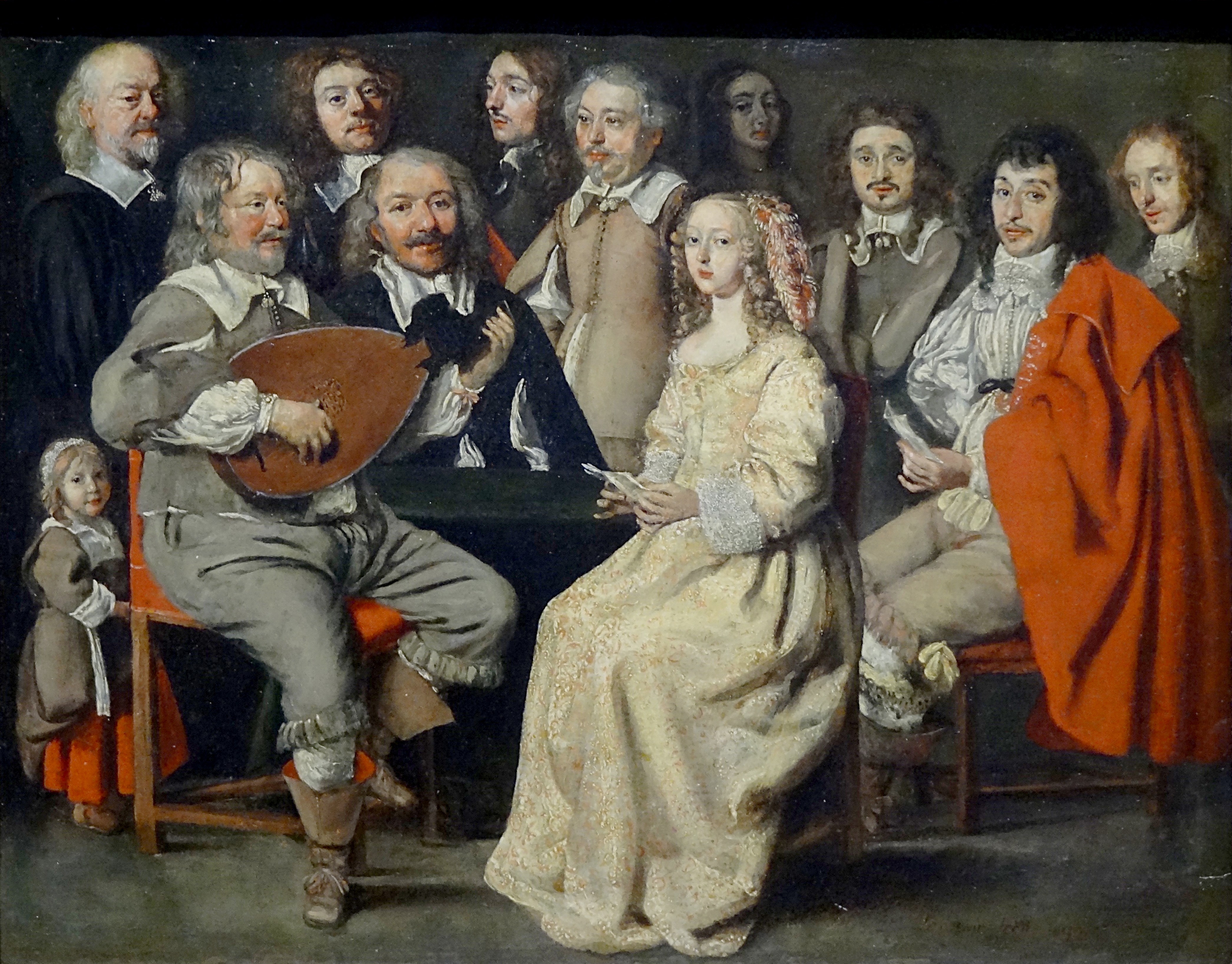
Antoine Le Nain, Hudební společnost, 1642

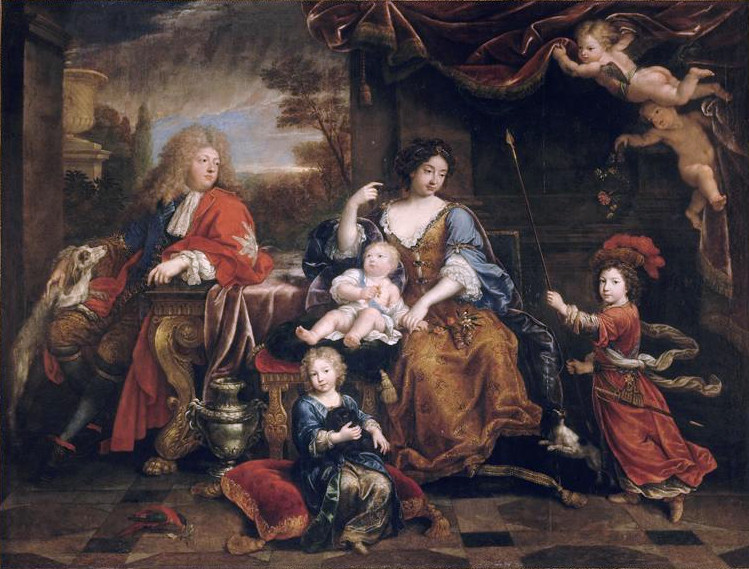
Pierre Mignard, Rodina Velkého dauphina, 1686